# Алдабра
Алдабра (9° 25′ 21′′ јгш, 46° 21′ 55′′ игд) је највећи атол Индијског океана. Политички, део је државе Сејшели, у делу архипелага под именом Група Алдабра. Атол се налази под строгим режимом заштите природе, јер поседује јединствену флору и фауну.
Алдабра се састоји из четири острва: Пикар (Западно острво), Полумни, Малабар (Средње острво) и Гран Тер (Јужно острво). Простире се по дужини на 34 km и по ширини на 14,5 . Укупна површина је 155 . 
На Алдабри живи само пар људи, који се брину о заштити природе. Постоји могућност излета на атол за туристе бродом. 
УНЕСКО је 1982. прогласио Алдабру за Природни резерват који спада у баштину човечанства. Најчувенија животињска врста на острву су Џиновске корњаче. 